# الوصل (دبی)
الوصل (دبی) (به عربی: الوصل) یک محله در امارات متحده عربی است که در شیخ‌نشین دبی واقع شده‌است.